# Dermolepida annulitarse
Dermolepida annulitarse är en skalbaggsart som beskrevs av Heller 1914. Dermolepida annulitarse ingår i släktet Dermolepida och familjen Melolonthidae. Inga underarter finns listade i Catalogue of Life.